# KEIRINグランプリ01
KEIRINグランプリ01（けいりんぐらんぷりぜろわん）は、2001年12月30日<日>に平塚競輪場（神奈川県平塚市）で開催されたKEIRINグランプリである。優勝賞金7000万円。

## 出場選手
| 車番 | 選手       | 出身県 | 選考理由                   |
| ---- | ---------- | ------ | -------------------------- |
| 1    | 神山雄一郎 | 栃木   | 獲得賞金3位                |
| 2    | 山田裕仁   | 岐阜   | 獲得賞金5位                |
| 3    | 高木隆弘   | 神奈川 | 第52回高松宮記念杯競輪優勝 |
| 4    | 濱口高彰   | 岐阜   | 第17回全日本選抜競輪優勝   |
| 5    | 伏見俊昭   | 福島   | 第44回オールスター競輪優勝 |
| 6    | 岡部芳幸   | 福島   | 獲得賞金8位                |
| 7    | 小橋正義   | 新潟   | 第10回寛仁親王牌杯優勝     |
| 8    | 稲村成浩   | 群馬   | 第54回日本選手権競輪優勝   |
| 9    | 児玉広志   | 香川   | KEIRINグランプリ2000優勝   |

- 誘導員 - 遠澤健二
- 補欠選手は小倉竜二（徳島）[2]

## 競走結果
| 着 | 車番 | 選手       | 決まり手 |
| -- | ---- | ---------- | -------- |
| 1  | 5    | 伏見俊昭   | 逃       |
| 2  | 2    | 山田裕仁   | 捲       |
| 3  | 8    | 稲村成浩   |          |
| 4  | 4    | 濱口高彰   |          |
| 5  | 6    | 岡部芳幸   |          |
| 6  | 3    | 高木隆弘   |          |
| 7  | 9    | 児玉広志   |          |
| 8  | 7    | 小橋正義   |          |
| 9  | 1    | 神山雄一郎 |          |

### 配当金額
| 車番二連勝単式 | 5-2   | 6,400円  |
| 三連勝単式     | 5-2-8 | 85,040円 |

## エピソード
- KEIRINグランプリ'92以来9年ぶり3度目の、平塚でのグランプリ開催となった。

- 前年GP覇者が無条件出場できる制度は、今回で最後。翌年のKEIRINグランプリ02でのGPP制度は1回で終了、KEIRINグランプリ03から獲得賞金での出場枠が1つ増えることとなった。

- 大会17回目にして、初めて日曜日の開催となった。

- 当年より競輪にもグレード制が導入され、KEIRINグランプリは、グレード制の頂点を意味する、『GP』格付けとなった。当レースはその元年である。またこの前年までの開催西暦年の下2桁は日本語読み（例・1999年なら「きゅうじゅうきゅう」。2000年だけ例外で4桁の「にせん」）であったが、この年から開催西暦年下2桁は記事冒頭にも書いたとおり、英語読みになった。

- 前夜祭は、12月26日に東京ドームホテルで開かれた[4][5]。

- 当年11月下旬より、三連勝単式（三連単）投票券が導入された他、従来より発売されている車番二連勝単式（車単）、枠番二連勝複式（枠複）の各賭式に加え、枠番二連勝単式（枠単）、車番二連勝複式（車複）、三連勝複式（三連複）、ワイド（拡大二連勝複式）の各種投票券も発売されることになり、当レースも以上7賭式の発売が実施された。但し、当レースの車単、枠複以外の賭式が発売されている競輪場（場間場外発売）、専用場外は、平塚競輪場を含めても、ごく限られていた。

- 地上波中継は、テレビ東京《TXN系列 全23局ネット》が放送。また、この年は二日目に行われたヤンググランプリ01もテレビ東京制作で中継されている（テレビ東京[注 1]が、ヤンググランプリを中継したのはこの年のみ）。

- GP単独の売上は、82億9995万0400円[6]（本場21億6993万2500円、場外61億3001万7900円[7]）。目標の90億円には、届かなかった。

- シリーズ全体の目標額は180億円だったが、シリーズ三日間の売り上げは181億3106万8800円と目標を上回った。

### 競走データ
- 1984年の競輪祭より使用されてきたユニフォームを着用して行われた、最後のグランプリとなった。

- 小橋正義は岡山、新潟の両登録地所属でグランプリ出場を果たした。複数の登録地でグランプリ出場を果たした最初の事例である。

- 今回で神山雄一郎のGP連続出場（11回）が途絶えた（3年後に再出場）。

- 優勝の伏見俊昭は、当年9月にオールスター競輪（岐阜競輪場）を制した1週間後、ベルギー、アントウェルペンで開催された世界自転車選手権・ケイリンの予選で落車し、鎖骨を骨折。一時は当レース出場が危ぶまれたが、幸いにも回復が早かったことと、リハビリを兼ねたトレーニングの効果が出て、史上4人目となる、初出場初優勝（第1回を除く）を果たした。また、坂本勉（1990年）と太田真一（1999年）に続く、3例目の「逃げ」の決まり手による優勝だった。